# Podsavezna nogometna liga NP Vinkovci 1969./70.
Prvenstvo se igralo dvokružno. Prvak podsavezne lige je igrao kvalifikacije za Slavonsku nogometnu zonu, dok su posljednje dvije ekipe ispadale u niži rang (Grupno prvenstvo nogometnog podsaveza Vinkovci).

## Tablica
| Mj. | Klub                        | Sus. | Pobj. | Ner. | Por. | GR.    | Bod. |
| --- | --------------------------- | ---- | ----- | ---- | ---- | ------ | ---- |
| 1.  | NK Bedem Ivankovo           | 26   | 21    | 3    | 2    | 120:31 | 45   |
| 2.  | NK Sloga Otok               | 26   | 13    | 7    | 6    | 70:33  | 33   |
| 3.  | NK Tomislav Cerna           | 26   | 12    | 9    | 5    | 51:37  | 33   |
| 4.  | NK Nosteria Nuštar          | 26   | 12    | 5    | 9    | 50:41  | 27   |
| 5.  | NK Krajišnik Vrbanja        | 26   | 11    | 5    | 10   | 64:59  | 27   |
| 6.  | NK Lovor Nijemci            | 26   | 11    | 5    | 10   | 54:48  | 27   |
| 7.  | NK Mladost Cerić            | 26   | 10    | 5    | 11   | 60:61  | 25   |
| 8.  | NK Meteor Slakovci          | 26   | 9     | 7    | 10   | 51:64  | 25   |
| 9.  | NK Spačva Vinkovci          | 26   | 9     | 6    | 11   | 62:55  | 24   |
| 10. | NK Jadran Gunja             | 26   | 9     | 6    | 11   | 58:56  | 24   |
| 11. | NK Šokadija Stari Mikanovci | 26   | 8     | 7    | 11   | 41:63  | 23   |
| 12. | NK Hajduk Mirko Mirkovci    | 26   | 10    | 3    | 13   | 50:74  | 23   |
| 13. | NK Zrinski Bošnjaci         | 26   | 8     | 6    | 12   | 52:52  | 22   |
| 14. | NK Borac Retkovci           | 26   | 1     | 2    | 23   | 19:117 | 4    |

## Kvalifikacije za Slavonsku nogometnu zonu
Prvaci nogometnih podsaveza na području Slavonije su bili raspoređeni u dvije skupine. Kvalifikacije su igrane dvokružno, te su se prvaci skupina kvalificirali u Slavonsku nogometnu zonu.
21. lipnja 1970.: NK Bedem Ivankovo - NK Elektra Osijek 4:1
21. lipnja 1970.: NK Strmac Nova Gradiška - NK Sremac Bogdanovci 3:1
28. lipnja 1970.: NK Bedem Ivankovo - NK Strmac Nova Gradiška 1:0
28. lipnja 1970.: NK Elektra Osijek - NK Sremac Bogdanovci 2:1
5. srpnja 1970.: NK Sremac Bogdanovci - NK Bedem Ivankovo 1:3
5. srpnja 1970.: NK Strmac Nova Gradiška - NK Elektra Osijek : (pobjeda NK Strmac Nova Gradiška)
12. srpnja 1970.: NK Elektra Osijek - NK Bedem Ivankovo 1:2
12. srpnja 1970.: NK Sremac Bogdanovci - NK Strmac Nova Gradiška :
19. srpnja 1970.: NK Strmac Nova Gradiška - NK Bedem Ivankovo 2:3
19. srpnja 1970.: NK Sremac Bogdanovci - NK Elektra Osijek :
26. srpnja 1970.: NK Bedem Ivankovo - NK Sremac Bogdanovci 12:1
26. srpnja 1970.: NK Elektra Osijek - NK Strmac Nova Gradiška :
Promociju u Slavonsku nogometnu zonu je izborio NK Bedem Ivankovo.